# Sinia varicola
Sinia varicola är en fjärilsart som beskrevs av Ahmet Ömer Koçak 1977. Sinia varicola ingår i släktet Sinia och familjen juvelvingar. Inga underarter finns listade i Catalogue of Life.